# Mount Sterling (Illinois)
Mount Sterling település az Amerikai Egyesült Államok Illinois államában, Brown megyében, melynek megyeszékhelye is. Lakosainak száma 2006 fő (2020. április 1.).

## Népesség
A település népességének változása:

| 2010 | 2 025 |
| 2020 | 2 006 |